# Donald Maclean
Donald Duart Maclean (25 de maig de 1913, Marylebone, Londres – 6 de març de 1983, Moscou) fou un diplomàtic britànic i membre de els Cinc de Cambridge o el Cercle de Cambridge, grup de espíes britànics que es van infiltrar en el MI5, el MI6, o el servei diplomàtic. Van treballar com espíes per la Unió Soviètica durant la Segona Guerra Mundial i durant la Guerra Freda.
Estudià a l'Escola Gresham, a Holt, i al Trinity Hall, a Cambridge.
Fill de Sir Donald Maclean, polític del Partit Lliberal del Regne Unit (fou president de l'oposició del parlament durant els dos anys després de la Primera Guerra Mundial) i Gwendolen Margaret Devitt.
Va ser reclutat pel Servei d'Inteligència de la Unió Soviètica com a agent encobert, o talp, mentre estudiava a la universitat de Cambridge.
Morí a Moscou d'un atac de cor.
Maclean va ser coronel de la KGB gràcies a les seves activitats com a espia.